# Набережная неисцелимых (Бродский)
«Набережная неисцелимых» (итал. Fondamenta degli incurabili; англ. Watermark) — автобиографическое эссе Иосифа Бродского 1989 года, посвящённое Венеции. Переведено на русский язык в 1992 году Григорием Дашевским.
Книга была написана к ноябрю 1989 года по заказу «Консорциума Новая Венеция» (it:Consorzio Venezia Nuova), который регулярно заказывал к Рождеству произведение искусства, воспевающее город: картину, скульптуру или эссе.
Короткая книга Бродского является автобиографическим эссе, своего рода поэзией в прозе, рассказывающим о взаимоотношениях Бродского с Венецией. Примерно в полусотне коротких глав, каждая из которых посвящена отдельному эпизоду из визитов автора в город (или его мыслям), он описывает его атмосферу. «Она вся написана короткими замкнутыми отрывками, где в каждом отрывке описывается одна картинка или одно чувство. И это картинки или из разных его впечатлений от Венеции (куда он приезжал каждую зиму), или его представления о Венеции, какими они были еще до эмиграции. Люди, так или иначе с Венецией связанные (там — в Италии или в России), и люди, с которыми он, может быть, и не виделся в самой Венеции, но которые до него, без него, помимо него, бывали в Венеции, или писали о Венеции», — уточняет переводчик Дашевский.

## Создание

### Название
Итальянский (и русский) вариант заглавия представляет собой изобретенный самим Бродским топоним, никогда не употреблявшийся самими венецианцами, — Fondamenta degli incurabili. На самом деле "набережная Неисцелимых" является частью самой протяженной венецианской набережной — Набережной Дзаттере (от итал. zattere — «плоты», так как в древности сюда приставали плоты из бревен, использовавшихся для строительства). Она носит неофициальное название Дзаттере у Неисцелимых. Это название набережной дал построенный в XVI в. госпиталь (по сути — инфекционный изолятор), где содержались безнадежные больные. 

«Набережная неисцелимых» — это своеобразный миф Бродского, её нет в современной Венеции, сохранились только каналы, которые получили своё название по имени «Больницы неисцелимых».

Любопытно, что Бродский предпочел не буквальный перевод «Набережная неизлечимых», а более поэтический вариант — «неисцелимых». Замглавного редактора «Российской газеты» Юрий Лепский пишет, что это изменение появилось благодаря Петру Вайлю. По его словам, поэт любил дарить эту книгу с неизменной надписью «От неисцелимого Иосифа».
В 2009 году на этой набережной была установлена памятная доска Иосифу Бродскому работы Георгия Франгуляна и впоследствии вывешена табличка с используемым Бродским названием набережной на венетском языке — Zattere Agli Incurabili.
Английское название книги «Watermark» (появилось в издании 1992 года) буквально переводится как «водяной знак» или «отметка уровня воды», но, разумеется, является игрой слов, связанной с Венецией.

### Язык и издание
Оригинальный текст написан по-английски, однако впервые опубликован он был в итальянском переводе Джильберто Форти (it:Gilberto Forti), постоянного переводчика Бродского. Эта первая публикация состоялась в декабре 1989 года (Iosif Brodskij, Fondamenta degli Incurabili, tr. Gilberto Forti. Venezia, Consorzio Venezia nuova, 1989).
Отрывки из английского текста печатались под названием «In the Light of Venice» в «The New York Review of Books» (Vol. 49, No. 11, June 11, 1992. P 30-32) и тогда же, в июне 1992 года, вышли отдельным, расширенным и переработанным изданием в США и Великобритании под новым названием «Watermark» (New York: Farrar, Straus and Giroux; London: Hamish Hamilton, 1992). В нью-йоркском архиве поэта сохранились свидетельства о том, что Бродский планировал включение этого эссе в свой сборник «On Grief and Reason» (1995).
Версии авторского текста немногим отличаются. Как пишет исследователь, «„Набережная неисцелимых“ и „Watermark“ помечены у И. Бродского одним, 1989-м, годом, и тексты их почти идентичны. Однако, судя по небольшим добавлениям, которые есть в „Watermark“, эта книга появилась вслед за „Набережной неисцелимых“. Добавлены в ней всего три главы, отсутствовавшие в первом цикле венецианских эссе, — 13, 14 и 28-я. Кроме того, кое-где у глав смещаются границы. Так, 9-я глава „Watermark“ соединяет в себе 9-ю и 10-ю главы „Набережной неисцелимых“. Есть незначительные различия и в отдельных фразах, но общая концепция цикла не меняется».
Текст был привезен в Москву в машинописном варианте Анатолием Найманом в 1992 году. Сделанный по нему русский перевод Григория Дашевского впервые опубликован в журнале «Октябрь» (1992. № 4. С. 179—205). Лев Лосев отмечает: «деление на главы в русском переводе Г. Дашевского не вполне соответствует английскому оригиналу; этот в целом качественный перевод не свободен от досадных ошибок» (однако разночтения, возможно, вызваны тем, что английский текст был целиком опубликован в том же году, что и русский, и Дашевский мог работать с некой ранней версией текста). Для издания собрания сочинений в 7 томах на русском языке (2001—2003) перевод был сверен с расширенной окончательной редакцией, дополнен и заново отредактирован. В 2002 году издательство «ОГИ» выпустило эссе в сборнике «Венецианские тетради. Иосиф Бродский и другие», в варианте, куда вошли дополнения, внесенные Бродским после 1992 года. Дашевский уточнил, что «главная большая там вставка — это в середине упомянутой книги, рассуждения про чуму».

### История создания
Первая поездка Бродского в Венецию состоялась зимой 1973 года. Со сцены его прибытия на венецианский вокзал Санта-Лучия на поезде из Милана книга и начинается.
Много лун тому назад доллар равнялся 870 лирам, и мне было 32 года. Планета тоже весила на два миллиарда душ меньше, и бар той stazione, куда я прибыл холодной декабрьской ночью, был пуст. Я стоял и поджидал единственное человеческое существо, которое знал в этом городе. Она сильно опаздывала.
К моменту написания книги Бродский побывал в Венеции 17 раз.
На пресс-конференции в Финляндии (1995 год), на вопрос журналиста о появлении венецианских эссе, Бродский сказал: «Исходный импульс был простой. В Венеции существует организация, которая называется „Консорцио Венеция Нуова“. Она занимается предохранением Венеции от наводнений. Лет шесть-семь назад люди из этой организации попросили меня написать для них эссе о Венеции. Никаких ограничений, ни в смысле содержания, ни в смысле объема, мне поставлено не было. Единственное ограничение, которое существовало, — сроки: мне было отпущено два месяца. Они сказали, что заплатят деньги. Это и было импульсом. У меня было два месяца, я написал эту книжку. К сожалению, мне пришлось остановиться тогда, когда срок истек. Я бы с удовольствием писал её и по сей день»
В венецианском творчестве Бродского книга занимает промежуточное место — до неё были написаны такие произведения, как «Лагуна» и «Венецианские строфы», после неё — «Посвящается Джироламо Марчелло», «Лидо», «С натуры».
Биограф писателя Лев Лосев в хронологическом приложении к ЖЗЛ пишет:
- 1989 , январь — Бродский во второй раз становится резидентом Американской академии в Риме. По заказу издательства «Consorzio Venezia Nuova» пишет по-английски книгу-эссе о Венеции «Fondamenta degli Incurabili» (Набережная неисцелимых). В конце месяца возвратился в Нью-Йорк.
- Август — на даче на острове Торо (Швеция); «Доклад для симпозиума» («Предлагаю вам небольшой трактат…»). В гостинице «Рейзен» дописывал «Набережную неисцелимых» (английское название «Watermark» — «Водяной знак»).
- Ноябрь — закончил книгу «Watermark» («Набережная неисцелимых»).
- Декабрь — Бродский в Венеции. Публикация в Италии в переводе Джильберто Форти «Fondamenta degli Incurabili» («Набережная неисцелимых») (Consorzio Venezia Nuova, 1989). Книга посвящена другу Бродского, живущему в Венеции американскому художнику Роберту Моргану.
- 18 декабря — презентация «Fondamenta degli Incurabili» в Венеции.

## Содержание

### Персонажи
Многие или все персонажи книги анонимны, однако их личности устанавливаются исходя из биографии писателя. Лосев отмечает: «…русскими или американскими читателями [книга] читается как поэтический текст par excellence (…), но в самой Венеции тот же текст был прочитан многими как выпад и против местного мэра-левака, и против местных финансовых воротил, не говоря уже о тех, кто обиделся на автора за своё изображение».
- Книга посвящена Роберту Моргану (р. 1943) — другу Бродского, живущему в Венеции американскому художнику[11]. Существует limited edition английской книги, иллюстрированное его фотографиями города[15].
- Прекрасная венецианка — графиня Мариолина Дориа де Дзулиани (Mariolina Marzotto Doria De Zuliani). Профессор славистики, поклонница русской культуры, переводчица стихов Владимира Маяковского с предисловием Лили Брик, автор книги «Царская семья. Последний акт трагедии» о расстреле семьи Николая II. До 2002 года возглавляла Институт культуры при посольстве Италии в Москве. Её имя, как утверждает сама графиня, было вычеркнуто из книги по требованию заказчика — президента консорциума Луиджи Дзанда (it:Luigi Zanda), полагавшего, что откровенность автора бросает тень на честь знатного рода Дориа[1][K 2].

«Он позвал Бродского и сказал: „Вы с ума сошли, это известные венецианские люди, они подадут на вас в суд“. Бродский ответил: „Я ничего не буду менять“. Дзанда парировал: „Тогда вы не получите свои 30 миллионов итальянских лир“. Бродскому позарез нужны были деньги, и в итоге он переделал книгу. Она была напечатана в последний момент, Дзанда нервничал, проект был на грани срыва. А первая рукопись „Набережной…“ — с моим именем, — до сих пор хранится у него», — рассказывает Мариолина.

- высокооплачиваемый недоумок aрмянских кровей на периферии нашего кругa — по словам графини, речь идет о Мерабе Мамардашвили, в романе с которым ревнивый Бродский подозревал её напрасно[1].
- архитектор, муж венецианки — по словам графини, мужем её тогда был не архитектор, а инженер Гвидо Рункали[16], который обруганных Бродским зданий не строил.
- хозяин палаццо — немного драматург, немного художник. По указанию Лосева, очень обиделся на своё описание в книге
- мажордом-гомосексуалист
- Сюзанна Зонтаг
- Ольга Радж (en:Olga Rudge), спутница жизни покойного Эзры Паунда.
- замерзшая спутница

### Объекты в книге
- Shalimar от фирмы «Герлен» — духи венецианки[1].
- Фильм «Смерть в Венеции»
- «Мадонна с младенцем» работы Джованни Беллини. («Дюйм, отделяющий Её левую ладонь от пятки Младенца. Этот дюйм — даже гораздо меньше! — и отделяет любовь от эротики»). По указанию автора, картина находится в Церкви Мадонна делл’Орто, однако находившаяся там картина (украдена в 1993 году), не имеет подобной детали. Видимо, автор ошибся; речь, возможно, идет о картине «Мадонна с младенцем и четырьмя святыми» (it:Pala di San Zaccaria) из венецианской церкви Сан-Заккариа[3] или о «Мадонне с Младенцем» из галереи Боргезе в Риме[12].

Чужие тексты:
- странствующая сирена из стихотворения Монтале — Эудженио Монтале «L’anguilla» («Минога»).
- стихотворение Умберто Сабы «В глубине Адриатики дикой».
- только что вышедшие «Мотеты» Монтале — вторая часть книги «Le occasioni» вышла в 1939 году. Возможно, Бродский ошибся и речь идет о книге «Satura» (1971).
- обращение Стация к Виргилию — «Божественная комедия» Данте (песнь XXI)
- Надежда, сказал Фрэнсис Бэкон — цитата из книги «Apophthegems».
- «ответственность», как сказал поэт, «рождается во сне» — Делмор Шварц, название его книги «In Dreams Begin Responsibilities and Other Stories» (1938)
- три коротких романа французского писателя Анри де Ренье, переведенные на русский замечательным русским поэтом Михаилом Кузминым (…) Один назывался «Провинциальные забавы», но не уверен — правильное название «Провинциальное развлечение»
- «Александрийские песни» и «Глиняные голубки» Кузмина
- новелла «Смерть в Венеции» Томаса Манна
- Пастернак сравнил его с размокшей баранкой — стихотворение «Венеция»
- Звево
- потрепанный «Монобиблос» Проперция
- «Капитанская дочка»
- «Cantos» Эзры Паунда
- «Илиада» Гомера
- «Энеида» Вергилия
- Кассиодор
- Оден
- Гёте назвал это место «республикой бобров» — цитата из книги «Венецианское путешествие»
- Монтескье — lett. XXXI
- Уильям Хэзлитт
- идея в духе Кальвино — книга Итало Кальвино «Невидимые города»
- Уго Фосколо
- Петрарка
- Анна Ахматова
- видение общества поэтов: Уинстан Оден, Честер Калман (en:Chester Kallman), Сесил Дэй Льюис (en:Cecil Day-Lewis, Стивен Спендер (en:Stephen Spender).

## Оценки
- «[Оно] восхищает тонким приемом возгонки, с помощью которого из жизненного опыта добывается драгоценный смысл. Эссе „Набережная неисцелимых“ — это попытка превратить точку на глобусе в окно и мир универсальных переживаний, частный опыт хронического венецианского туриста — в кристалл, чьи грани отражали бы всю полноту жизни… Основным источником исходящего от этих граней света является чистая красота». — Джон Апдайк (The New Yorker, 13 July 1992. P. 85)
- Его «Набережная неисцелимых» («Watermark») русскими или американскими читателями читается как поэтический текст par excellence — Лев Лосев[11]. Лосев также указывает, что англоязычный «Watermark» — одна из тех книг, которая помогла Западу по-настоящему познакомиться с творчеством писателя.
- «…Бродский заговорил по-русски о Венеции голосом Дашевского, мгновенно разбежавшись на цитаты, о которых едва ли кто помнит, что это перевод» (из некролога Г. Дашевскому, Екатерина Марголис[17])
- «Что касается композиции, то Бродский также структурирует свои эссе, как стихи. Поразительный пример — сравнение двух посвященных Венеции текстов: русского стихотворного диптиха „Венецианские строфы“ и английского прозаического эссе „Набережная неисцелимых“. В обоих абсолютно зеркальная симметрическая композиция. Все это обеспечивает развитие не повествовательного, а лирического сюжета. Бродский не рассказывает читателю о своих приключениях в Венеции, Стамбуле или Ленинграде, даже в эссе о шпионе Филби нет прямого повествования, как в эссе о „Новогоднем“ Цветаевой нет аргументированного и целостного анализа стихотворения. Все эти тексты — внутренние монологи, эмоционально окрашенные размышления автора, в основе своей импрессионистические, неограниченно субъективные, но превращенные в организованный текст теми же поэтическими средствами, которые Бродский так виртуозно использовал в своих русских стихах» (Л. Лосев)[11].
- «…враждебность по отношению к другим туристам становится яснее, если понимать, что этот текст о Венеции имел для Бродского особое значение. Создавая его, автор одновременно создавал и собственную русско-американскую идентичность. Это не только рассказ о поездках в Венецию, но и фрагментарная биография, которая разворачивается в историю превращения ленинградского „литератора“ и поэта 1960-х в американского университетского профессора, двуязычного писателя и культурного деятеля, живущего в Нью-Йорке. И хотя „Watermark“ написан по-английски, в нем отчетливо прослеживается русское восприятие Венеции. Эссе Бродского об этом городе — это текст о его отношениях с „Западом“. Параллельное прочтение „Watermark“ и эссе Режиса Дебрэ (Rogis Debray) „Против Венеции“ („Contre Venise“), цитата из которого послужила эпиграфом к этой главе, проливает свет на русское положение английского Бродского (…) Это эссе обычно называют философским, однако нельзя сказать, что автор всерьез занят философским исследованием; скорее, он задействует хорошо известные историко-философские идеи, размышляя над поворотами собственной биографии» (С. Турома)[18].
- «Вы не правы в том, что эссеистика и поэзия Бродского — это разные вещи. Его эссеистика — это поэзия другими средствами. Смею утверждать, что его знаменитое эссе „Набережная Неисцелимых“ — прекрасный образец поэтического творчества, выполненный по принципу анафоры (поэтического повтора. — Ю. Л.). Эти его короткие главки части подобны строфам. К сожалению, в русском переводе принцип анафоры не всегда можно проследить, но поверьте, это так». (Валентина Полухина)[19]
- Т. Бек в своей рецензии «Время — Язык — Судьба» характеризует сборник И. Бродского «Набережная неисцелимых» как книгу автобиографической и литературно-критической прозы, которая позволяет «войти в мастерскую: художника,: причаститься его тайнам бытия». По её мнению, «Набережная неисцелимых» — «это литературоведение, философия, эстетика именно поэта». «В истории поэзии, — пишет Т. Бек, — нет, пожалуй, ни одной значительной фигуры, миновавшей соблазна обратиться к читателю со своей эссеистикой и критической или мемуарной прозой». Подробно излагая содержание сборника, Т. Бек делает попытку охарактеризовать своеобразие эссеистического метода И. Бродского. В эссе «Поэт и проза», по мнению автора рецензии, И. Бродский аттестует и свою собственную эссеистику. И хотя «в книге почти отсутствуют автохарактеристики,: вся она — комментарий к его собственному творческому пути и методу», считает Т. Бек.

## Издания
итальянский язык
- Josif Brodskij, Fondamenta degli incurabili, Venezia, Consorzio Venezia nuova, 1989

английский язык
- In the Light of Venice // The New York Review of Books" (Vol. 49, No. 11, June 11, 1992. P 30-32)
- Joseph Brodsky. Water-mark. New York: Farrar, Straus and Giroux, 1992.
- Joseph Brodsky. Watermark. London: Hamish Hamilton, 1992. ISBN 0-241-13163-4

русский язык
- Набережная неисцелимых // «Октябрь», 1992. № 4. С. 179—205
- Набережная неисцелимых: Тринадцать эссе. (сост. В. Голышев). СЛОВО/SLOVO, 1992
- Венецианские тетради. Иосиф Бродский и другие. ОГИ, 2002. ISBN 5-94282-031-7
- Сочинения Иосифа Бродского в 7 томах. Том VII. Пушкинский дом, 2001. ISBN 5-89803-086-7
- Набережная неисцелимых / Watermark. Азбука-классика, 2005, ISBN 5-352-01169-0; 2005 г. 2008, ISBN 978-5-352-02025-8,5-352-01834-2,978-5-91181-832-6 (Белая серия)
- Набережная неисцелимых. Азбука, 2013. ISBN 978-5-389-05126-3. Покет-бук

## Комментарии
1. ↑  Лепский вспоминает о покойном Вайле: «Однажды я попросил его рассказать о Венеции Бродского, об этом удивительном городе и о самом поэте. Он предложил встретиться в Венеции. Три дня мы гуляли вместе, и он рассказывал. Это было фантастически интересно. В какой-то момент мы забрели на набережную, которая называлась „Фондамента Инкурабили“ — набережная неизлечимых — когда-то сюда складывали тела умирающих от чумы. Бродский именно так решил назвать своё блестящее эссе о Венеции. Он дал прочитать рукопись Вайлю и тот предложил изменить только одно слово в названии: вместо „неизлечимых“ поставить „неисцелимых“. Иосиф Александрович с его звериным чутьем на слово согласился немедленно: „Да, так лучше“. С тех пор и навсегда эссе Бродского называется „Набережная Неисцелимых“. Оно о том, что в человеке остается на всю жизнь, что не подвластно исцелению временем» (Ю. Лепский. Неисцеленный. Сорок дней без Петра Вайля // Российская газета)
2. ↑  Лосев предостерегает, что в воспоминаниях графини подчас встречаются фактические ошибки.